# Fernando Quiroga y Palacios
Fernando Quiroga y Palacios (ur. 21 stycznia 1900 w San Pedro de Maceda w diecezji Orense, zm. 7 grudnia 1971 w Madrycie), hiszpański duchowny katolicki, kardynał, arcybiskup Santiago de Compostela.

## Życiorys
10 czerwca 1922 roku przyjął święcenia kapłańskie w Compostela. Studiował w Papieskim Uniwersytecie w Santiago de Compostela i na Papieskim Instytucie Biblijnym w Rzymie. Po powrocie do kraju objął stanowisko wykładowcy i ojca duchownego seminarium w Orense. W roku 1942 podjął pracę duszpasterską w archidiecezji Valladolid. 24 listopada 1945 roku został mianowany biskupem Mondoñedo, sakrę biskupią otrzymał 24 marca 1946 roku w Valladolid z rąk Antonio García y García arcybiskupa Valladolid. Przeniesiony 4 czerwca 1949 roku na stolicę metropolitalną w Santiago de Compostela. Na konsystorzu 12 stycznia 1953 roku Pius XII wyniósł go do godności kardynalskiej z tytułem prezbitera S. Augustini. Uczestnik dwóch konklawe w roku 1958 i 1963 roku. Uczestniczył w obradach soboru watykańskiego II. Był pierwszym przewodniczącym Konferencji Episkopatu Hiszpanii w latach 1966 – 1969. Zmarł w Madrycie. Pochowano go w archikatedrze metropolitalnej Santiago de Compostela.